# ELTRES
ELTRES（エルトレス）は、ソニーが開発したLPWA（Low Power Wide Area、低出力長距離通信）の通信技術。

## 概要
「ELTRES」という名前は、スペイン語の定冠詞「EL」と「3」を意味する「TRES」を組み合わせた造語であり、方式の3つの特徴を表している。「Extremely Long range Transmission using Robust and Efficient Systems」の頭文字を用いるワードでもある。

## 特徴
3つの特徴がある。
1. 長距離安定通信（見通し100km以上の伝送性能）
2. 高速移動通信（時速100km/h以上の移動時）
3. 低消費電力（コイン電池一個で動作可能）

ELTRESの通信は、上り一方向通行（センサー端末からベースステーション）のみである。
GNSSを用いて送信と受信の同期を取る方式であり、高感度受信と周波数利用の高効率を実現している。GNSS信号受信を必須とする方式である。
最小受信感度は-142 dBm。
データ送信は、1分間隔・10分間隔・1時間間隔のように定期的な送信から選択する。センサーの値をトリガーにしてデータ送信を開始するイベント送信も可能。

## 物理層技術
ELTRESの送信ペイロードは128ビット（16byte）。5秒刻みで0.4秒ずつ4回データ送信し、受信機で4つの信号が合成されることにより、弱い電波環境でも受信できる。
主変調方式はπ/2 Shift BPSKで、多重化のための副変調としてチャープ変調を採用している。周波数ホッピングを用いて強い妨害耐性を実現。独自に開発されたLDPC（Low Density Parity Check）符号の誤り訂正符号を用いている。

## 通信モジュール
GNSSを用いた同期システムを採用しているので、モジュールには送信LSIの他にGNSS受信LSIも内蔵している。GPS・GLONASS・QZSS（みちびき）に対応している。
モジュールは、ソニーセミコンダクタソリューションズ株式会社が販売。

## 対応規格
欧州電気通信標準化機構（ETSI）のLTN（Low Throughput Networks）Technical Standardの一つとして採択された。

### 日本
2018年9月28日から国内で公衆網としてプレサービスの受付を開始した。翌年9月下旬から本サービスを開始した。
ソニーネットワークコミュニケーションズは国内のネットワークオペレータとなっている。
国内対応の通信モジュールCXM1501GRは2019年6月からサンプルを出荷。無線設備の工事設計認証を取得済み。ARIB STD-T108準拠。モジュールサイズは16mm x 16mm x 2mm。最新モジュールはCXM1501AGR。
日本での送信周波数帯域は923.5 MHz – 928.1 MHz。帯域は23個の200kHzのチャネルに分かれている。他システムへ与える妨害の軽減するために、キャリアセンスによる空きチャネルを確認している。
送信出力は20 mW。

### 海外
欧州連合/UK（CXM1503GR）、アジア（CXM1504GR）、オセアニア （CXM1505GR）、米国/カナダ（CXM1506GR）の対応モジュールのサンプルがある。